# تشارلز سبراغ
تشارلز سبراغ (بالإنجليزية: Charles Sprague) هو شخصية أعمال وشاعر أمريكي، ولد في 26 أكتوبر 1791، وتوفي في 22 يناير 1875.

## وصلات خارجية
- تشارلز سبراغ على موقع ميوزك برينز (الإنجليزية)